# 埃德·贝格利
爱德华·詹姆斯·「埃德」·贝格利（英語：Edward James "Ed" Begley，1901年3月25日—1970年4月28日），是美国戏剧、广播、电影和电视的演员，曾获奥斯卡最佳男配角奖。
他还出演电影《十二怒漢》，是演员小埃德·貝格里的父亲。